# Lequel des trois ?
Lequel des trois ? (en russe : Kotoryi iz trekh ?) est une nouvelle d’Anton Tchekhov, parue en 1882.

## Historique
Lequel des trois ? est initialement publié dans la revue russe Le Compagnon, no 14, du 13 juillet 1882, sous le pseudonyme d’Antocha Tchekhonte. 
C’est une nouvelle noire sur les relations hommes femmes.

## Résumé
Nadia Petrovna est sur sa terrasse à la tombée de la nuit avec Ivan Gavrilovitch. Le jeune homme lui fait une déclaration d’amour et la demande en mariage. Elle hésite : il est laid, mais il a de l’argent. Elle lui demande de patienter deux jours et de rentrer chez lui pour le moment : elle lui donnera sa réponse par écrit.
Ivan parti, elle court rejoindre le baron Vladimir Schtral : elle est amoureuse de lui et veut l'épouser. Il refuse et la repousse, car elle n’a ni argent ni nom. Elle regrette amèrement s’être donnée à lui.
En rentrant chez elle, Nadia Petrovna passe devant la chambre de Mitia Goussev, premier violon. Il est jeune, beau, mais pauvre. Nadia lui demande de ne plus lui faire de déclaration d’amour : « Je suis vile, répugnante, mauvaise… je suis quelqu’un qu’il faut mépriser, haïr, battre ». Elle l’aime, mais aime par-dessus tout l’argent.
Dans sa chambre, elle écrit une lettre à Ivan : elle accepte de se marier avec lui.

## Édition française
- Lequel des trois ?, traduit par Madeleine Durand avec la collaboration d’E. Lotar, Vladimir Pozner et André Radiguet, dans le volume Premières nouvelles, Paris, 10/18, coll. « Domaine étranger » no 3719, 2004  (ISBN 2-264-03973-6)